# Ignite (motor gráfico)
El motor gráfico Ignite es un conjunto de tecnologías de videojuegos creadas por Electronic Arts y diseñadas para hacer que los deportes virtuales "cobren vida". Esta tecnología fue anunciada en el evento de presentación de la Xbox One por parte de Microsoft en mayo del 2013 para tres juegos de la franquicia EA Sports para Xbox One y PlayStation 4: FIFA 14, Madden NFL 15 and NBA Live 14, todos lanzados en otoño del 2013

## Capacidades
Electronic Arts anunció varias características dentro del motor. Su marco de inteligencia humana permite a los jugadores del juego "pensar como verdaderos atletas", con la capacidad de emitir juicios rápidos, prepararse para el impacto y actuar como un jugador de equipo. Por ejemplo, la nueva inteligencia artificial crea una sensación de urgencia para que los jugadores de computadoras hacia el final de un partido de fútbol de asociación se apresuren a realizar más tiros a puerta. El marco de True Player Motion hace que los cuerpos, las extremidades y la ropa de los jugadores se muevan de acuerdo con la física. El marco de Living Worlds modela a los miembros de la audiencia del estadio y sus comportamientos individualmente. La audiencia tendrá expectativas sobre los partidos deportivos dentro del juego y reaccionará en consecuencia al progreso del partido. La inteligencia artificial Ignite puede usar el hardware de próxima generación para manejar cuatro veces más cálculos por segundo que los títulos anteriores de EA Sports. Se espera que los detalles de la animación mejoren "diez veces".
Electronic Arts planea usar Ignite para futuros juegos deportivos y Frostbite para futuros juegos de acción (con la excepción de Rory McIlroy PGA Tour y las versiones actuales de las series "Madden NFL" y "FIFA", que usan Frostbite en lugar de Ignite). La empresa había compartido tecnología internamente antes de pasar a desarrollar todos los juegos deportivos futuros en el mismo motor.

## Historia
Ignite fue anunciado públicamente en el evento de presentación de la Xbox One por Microsoft en mayo de 2013. Cuatro nuevos juegos de la franquicia EA Sports para Xbox One y PlayStation 4 harían uso del nuevo motor gráfico: FIFA 14, EA Sports UFC, Madden NFL 25, y NBA Live 14. Electronic Arts mostró escenas y pequeños fragmentos de los juegos en lugar de realizar un "gameplay" en directo.

## Los juegos que utilizan el motor Ignite
| Título            | Plataforma(s)                                 | Fecha de publicación | Género(s) |
| ----------------- | --------------------------------------------- | -------------------- | --------- |
| FIFA 14           | PlayStation 4, Xbox One                       | Noviembre 2013       | Deportes  |
| Enloquece NFL 25  | PlayStation 4, Xbox One                       | Noviembre 2013       | Deportes  |
| NBA Vive 14       | PlayStation 4, Xbox One                       | Noviembre 2013       | Deportes  |
| EA Deportes UFC   | PlayStation 4, Xbox One                       | Junio 2014           | Deportes  |
| Enloquece NFL 15  | PlayStation 4, Xbox One                       | August 2014          | Deportes  |
| NHL 15            | PlayStation 4, Xbox One                       | Septiembre 2014      | Deportes  |
| FIFA 15           | Windows de Microsoft, PlayStation 4, Xbox One | Septiembre 2014      | Deportes  |
| NBA Vive 15       | PlayStation 4, Xbox One                       | Octubre 2014         | Deportes  |
| Enloquece NFL 16  | PlayStation 4, Xbox One                       | August 2015          | Deportes  |
| NHL 16            | PlayStation 4, Xbox One                       | Septiembre 2015      | Deportes  |
| FIFA 16           | Windows de Microsoft, PlayStation 4, Xbox One | Septiembre 2015      | Deportes  |
| NBA Vive 16       | PlayStation 4, Xbox One                       | Septiembre 2015      | Deportes  |
| EA Deportes UFC 2 | PlayStation 4, Xbox One                       | March 2016           | Deportes  |
| Enloquece NFL 17  | PlayStation 4, Xbox One                       | August 2016          | Deportes  |
| NHL 17            | PlayStation 4, Xbox One                       | Septiembre 2016      | Deportes  |
| NHL 18            | PlayStation 4, Xbox One                       | Septiembre 2017      | Deportes  |
| NBA Vive 18       | PlayStation 4, Xbox One                       | Septiembre 2017      | Deportes  |
| EA Deportes UFC 3 | PlayStation 4, Xbox One                       | Febrero 2018         | Deportes  |
| NHL 19            | PlayStation 4, Xbox One                       | Septiembre 2018      | Deportes  |
| NBA Vive 19       | PlayStation 4, Xbox One                       | Septiembre 2018      | Deportes  |
| NHL 20            | PlayStation 4, Xbox One                       | Septiembre 2019      | Deportes  |
| NHL 21            | PlayStation 4, Xbox One                       | Octubre 2020         | Deportes  |